# エルマー・ファッド

1942年に公開されたプロパガンダ作品に登場した時のエルマー。

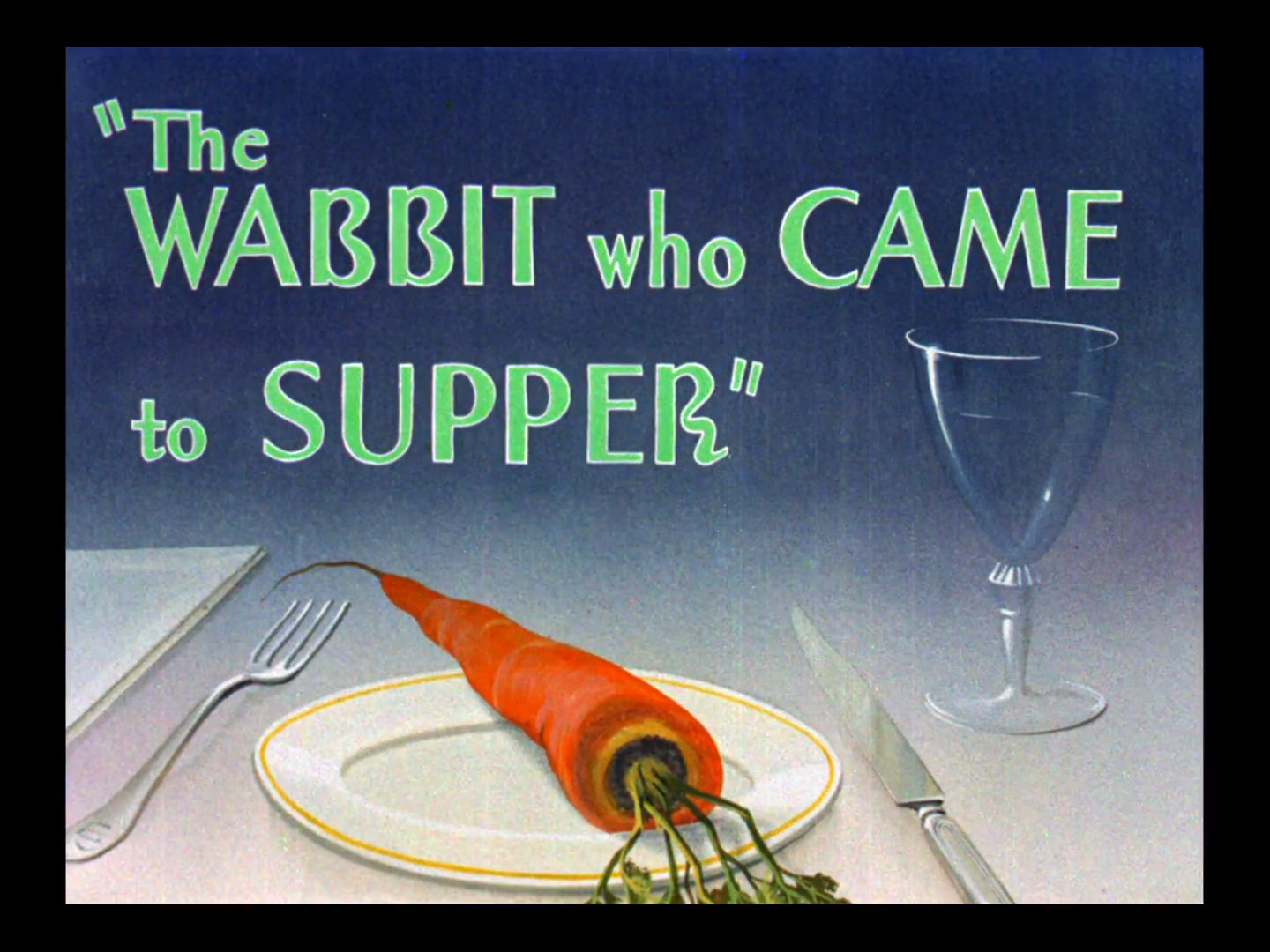
エルマーの発音の癖は時として、サブタイトルにも反映される

エルマー・ファッド (Elmer Fudd)は、ルーニー・テューンズのキャラクター。フルネームはエルマー・J・ファッドである。

## 概要
バッグス・バニーの宿敵であり、彼はバッグスを食べようと命を狙っている。
気の強いハンターに見えるが、非常に気が弱く、ドジで間抜けなところがある。
原語版ではRをWで発音してしまう癖があり、たとえば"Rabbit"は"Wabbit"と発音する。日本語版ではサ行をハ行で発音したり、ラ行のとこをア行で発音することがあり、「ウサギ」の場合は「ウハギ」と発音する。

## 歴史
エルマーは当初、監督のテックス・アヴェリーの短編映画『エッグヘッド登場（Egghead Rides Again、1937年）』で「エッグヘッド (Egghead) 」として登場した。。この時のエッグヘッドは、細長い鼻、緑色の服と黄緑のズボンとして描かれた。『ダフィとエッグヘッド（Daffy Duck and Egghead）』ではダフィー・ダックと共演している。
その後、『赤頭巾ちゃんと狼（Little Red Walking Hood、1937年）』から「エルマー・ファッド」という名前になり、小さな風船のような鼻に変わった。
チャック・ジョーンズ監督の短編映画『カメラはもうこりごり（Elmer's Candid Camera、1940年公開）』で、バッグスと初共演。この時点ではまだ、エッグヘッドと同じ服を着ていた。その後も『野生のバニー（A Wild Hare、1940年公開）』で共演している。
エルマーは熱狂的なスポーツマンとして描かれ、二連式散弾銃を所持している。しかし『どったのセンセー?（What's up Doc?）』ではエルマーの特徴が異なった。エルマーは大スターで、新しいパートナーを探している時、ベンチに座っているバッグス・バニーを見つけ、バッグスをスカウトし彼を引き立て役にした。ギャグをしても観客には全くウケなかったが、エルマーがライフルをバッグスに向けた時、バッグスが『どったのセンセー？』と言ったことで大ウケした。
『エルマー バニーになる!?（Hare Brush）』では、洗脳されたエルマーがウサギになる内容となっている。

### その後の活躍
エルマーは、1970年代から1980年代にかけて、複数のテレビスペシャルに登場し、カメオ出演した。ロジャー・ラビットでもカメオ出演を果たした。
タイニー・トゥーンズでは、学校の先生として登場した。
スペース・ジャムではTune Squadのメンバーとして登場、ルーニー・テューンズ:バック・イン・アクションでは悪役を演じた。
ルーニー・テューンズ・ショーでも登場した。

## 声優
エッグヘッド
- ダニー・ウェッブまたはクリフ・ナザロ (1937–1939)
- ロイ・ロジャース (『A Feud There Was』で担当)
- マーク・カウズラ (『Daffy Duck's Quackbusters』)
- トム・ケニー (シルベスターとトゥイーティー ミステリー)

エルマー・ファッド
- アーサー・Q・ブライアン
- メル・ブランク（『バッグス・バニーと金鉱掘り』、『スカーレット・パンパニケル』、『テレビで仕返し』、『オペラ座の狩人』、『バッグス・バニー・ショー』、『ポーキー・ピッグ・ショー』、『バッグス・バニーのクリスマス』など）
- デイブ・バリー（『エルマー 原人ルーツをさぐる』で担当)
- ハル・スミス（(アメリカのCM（ポスト・フーズ、タングなど））
- ポール・クーン（『Bugs Bunny's Wild World of Sports』）
- ジェフ・バーグマン（タイニー・トゥーンズ、新 ルーニー・テューンズ、Looney Tunes Cartoonsなど）
- グレッグ・バーソン (タイニー・トゥーンズ、シルベスター&トゥイーティー ミステリーなど)
- ジョー・アラスカイ (タイニートゥーンの夏休み)
- フランク・ウェルカー (アニマニアックス)
- ビリー・ウェスト（スペース・ジャム、ルーニー・テューンズ:バック・イン・アクションなど)
- ブライアン・ドラモンド（ベビー・ルーニー・テューンズ）
- クリス・エドガーリー（Drawn Together）
- ノエル・ブランク（Family Guy Presents Stewie Griffin: The Untold Story）
- クィントン・フリン （Robot Chicken）
- ケビン・シニック（Mad (TV series)）

### 吹替声優
エッグヘッド
- 不明（ダフィとエッグヘッド（ヘラルド・ポニー版のビデオ『コミック☆パラダイス 全員集合!! ダフィのいたずら物語』に収録されているエピソード））

エルマー・ファッド
- 富田耕生(マンガ大作戦)
- 八代駿(バックス・バニーのゆかいな仲間たち)
- 兼本新吾（ぶっちぎりステージ初代）
- 増岡弘（ぶっちぎりステージで2代目、タイニー・トゥーンズ）
- 長島雄一（現：チョー）(ルーニー・テュ－ンズ96以降、現在)
- 緒方賢一（IVC「アンティーク・アニメ・コレクション」）